# Grabar

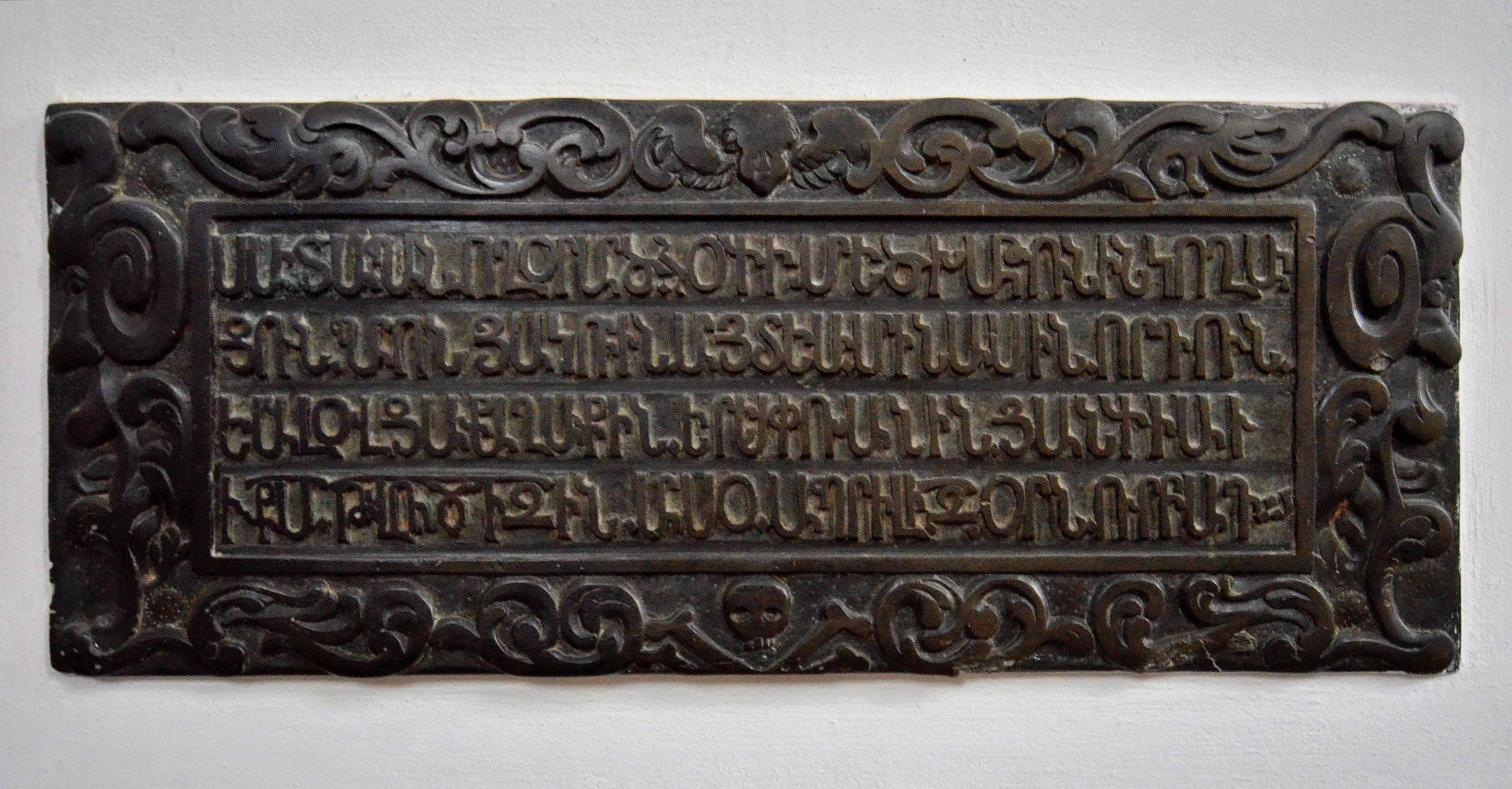
Tablica epitafijna Jakuba i Marianny Minasowiczów w klasycznym ormiańskim w kościele św. Jacka w Warszawie

Grabar (orm. գրաբար), ormiański klasyczny lub liturgiczny – starożytna forma języka ormiańskiego, używana w liturgii Kościoła ormiańskiego. Pierwsze zapiski w tym języku datowane są na około V wiek naszej ery. Niektóre z nich są tłumaczeniami jeszcze starszych dokumentów sporządzonych pierwotnie po grecku, hebrajsku, persku, syriacku lub po łacinie, których oryginalne wersje nie zachowały się do naszych czasów.
Grabar przekształcił się w średniowieczu (około XII wieku) w język środkowoormiański.

## Literatura
- Pisowicz A.: Gramatyka ormiańska (Grabar - Aszcharabar), Kraków 2001.